# Блумен, Тед-Ян
Тед-Ян Блумен (англ. Ted-Jan Bloemen, МФА: ˈtɛˈcɑn ˈblumə(n), р. 16 августа 1986, Нидерланды) — нидерландский и канадский конькобежец, чемпион и серебряный призёр зимних Олимпийских игр 2018 года, победитель и 5-кратный призёр чемпионатов мира, чемпион Нидерландов, 10-кратный чемпион Канады на дистанциях 5000/10000 м.

## Биография
Тед-Ян Блумен начал кататься на коньках в возрасте 4-х лет. В детстве ему нравилось кататься на коньках по замерзшим рекам и озерам, поэтому родители записали его в клуб конькобежного спорта в Гауде. В 12 лет он совершил 85-километровый тур на коньках по голландским каналам. В сезоне 1999/2000 Тед-Ян стал участвовать в клубных соревнованиях, а с 2004 года принимал участия в чемпионате Нидерландов среди юниоров.
В 2006 году занял 2-е место на юниорском чемпионате Нидерландов и стал чемпионом мира среди юниоров в командной гонке. В 2008 дебютировал на Кубке мира и на 7-м этапе в Будапеште выиграл с партнёрами серебро в командной гонке. На дебютном чемпионате Европы в Коломне занял 5-е место в сумме многоборья. В 2010 году занял второе место на чемпионате Нидерландов в классическом многоборье. 
На чемпионате мира в классическом многоборье занял 4-е место. В 2012 году Блумен стал впервые чемпионом Нидерландов в классическом многоборье. В сезоне 2012/13 и 2013/14 он не смог пробиться на подиум на национальном чемпионате и не прошёл квалификацию на олимпиаду 2014 года. В 2014 году Тед-Ян Блумен переехал в Канаду и получил её гражданство, приобретенным через его отца канадского происхождения Герхарда-Яна.
3 июня 2014 года объявил о решении выступать за сборную команду Канады и уже в январе 2015 года выиграл чемпионат Канады в забеге на 5000 м. В феврале на чемпионате мира на отдельных дистанциях в Херенвене Блумен вместе с партнёрами выиграл серебряную медаль в командной гонке. 21 ноября 2015 года на этапе Кубка мира в Солт-Лейк-Сити установил мировой рекорд на дистанции 10 километров, превзойдя время бывшего соотечественника Свена Крамера почти на 5 секунд.
В феврале 2016 года на чемпионате мира на отдельных дистанциях в Коломне выиграл серебряную медаль в забеге на 10 000 м и бронзовую в командной гонке. Следом на чемпионате мира в классическом многоборье в Берлине занял 5-е место. В сезоне 2016/17 на Кубке мира дважды поднимался на 3-е место в забегах на 5000 м и 10 000 м и победил на 5000 м на этапе в Берлине.
В марте 2017 года на чемпионате мира на отдельных дистанциях в Канныне стал 4-м в забеге на 10 000 м и в командной гонке и 5-е место на дистанции 5000 м. В декабре 2017 года победил на дистанции 5000 метров на этапе Кубка мира в Солт-Лейк-Сити, установив новый мировой рекорд – 6:01,86 секунды. В январе 2018 года стал первым на чемпионате Канады в забегах на 5000 и 10 000 метров.
На Олимпийских играх в Пхёнчхане Тед-Ян завоевал серебряную медаль на дистанции 5000 метров, уступив победителю Свену Крамеру чуть меньше 2-х секунд. 15 февраля он выиграл и дистанцию 10 000 метров, установив олимпийский рекорд 12:39.77 сек и стал первым конькобежцем, представляющим Канаду, завоевавшим золото на этой дистанции на олимпийских играх. Он также занял 7-е место в командной гонке. После игр на чемпионате мира в Амстердаме занял только 16-е место в сумме многоборья.
В 2019 году после победы в забеге на 5000 м на чемпионате Канады участвовал на чемпионатах мира на отдельных дистанциях, где стал 5-м в забеге на 5000 м и в командной гонке, и в классическом многоборье, где также занял 5-е место. Через год стал чемпионом Канады на 10 км и впервые выиграл дистанцию 5000 м на чемпионате мира на отдельных дистанциях в Солт-Лейк-Сити, а также стал серебряным призёром соревнований на 10 000 м. На чемпионате мира в Хамаре занял 7-е место в многоборье.
В марте 2021 года выиграл серебро в командной гонке на индивидуальном чемпионате мира в Херенвене. Блумен в январе 2022 года дважды стал чемпионом Канады на дистанциях 5000 и 10000 метров, а в декабре 
на чемпионате четырёх континентов в Калгари завоевал золото в забеге на 5000 м и в командной гонке, а также серебро на дистанции 1500 м.
В феврале 2022 года на XXIV зимних Олимпийских играх в Пекине он занял 8-е место на дистанции 10 000 м, 10-е место на 5000 м и 5-е в командной гонке. В межсезонье у Блумена родился сын и он отстранился от спорта, однако уже начале сезона 2022/23 вернулся и стал чемпионом Канады в забегах на 5000 и 10 000 метров. В марте 2023 года на чемпионате мира на отдельных дистанциях в Херенвене завоевал бронзовую медаль в забеге на 10 000 м.

## Личная жизнь
Тед-Ян Блумен женат дважды на своей супруге Марлинде и они живут в районе Калгари Саннисайд. В 2019 году у них родилась дочь Файне, а в 2022 году - сын Тиас. Он увлекается автоспортом, велосипедами и хорошей едой, играет в видеоигры-симуляторы автоспорта.

## Награды
- 2015 год - назван конькобежцем года Канадской ассоциацией любительского конькобежного спорта Альберты.
- 2016 год - получил премию Оскара Матисена в знак признания самого выдающегося выступления конькобежцев в сезоне.
- 2016, 2018 год - получил награду Джереми Уотерспуна от канадского конькобежного спорта.

## Спортивные результаты
| Год  | Чемпионат Нидерландов на отдельных дистанциях | Чемпионат Нидерландов в многоборье | Чемпионат Европы многоборье | Чемпионат мира многоборье | Чемпионат мира на отдельных дистанциях    | Олимпийские игры                       | Кубок мира                          | Чемпионат мира юниоры                |
| ---- | --------------------------------------------- | ---------------------------------- | --------------------------- | ------------------------- | ----------------------------------------- | -------------------------------------- | ----------------------------------- | ------------------------------------ |
| 2006 | 24e 1500 м 15e 5000 м                         | NC20 (13e, 13e, 23e, -)            |                             |                           |                                           |                                        |                                     | 5e · (22e, , 9e, ) · командная гонка |
| 2007 | 14e 5000 м                                    | NC21 (20e, 15e, 25e, -)            |                             |                           |                                           |                                        |                                     |                                      |
| 2008 | 9e 5000 м 5e 10 000 м                         | 4e · (8e, 5e, 15e, )               | 8e (14e, 9e, 15e, 7e)       |                           |                                           |                                        | 38e 5000/10 000 м · командная гонка |                                      |
| 2009 | 5e 5000 м 4e 10 000 м                         | DNS3 (22e, 16e, DNS, -)            |                             |                           |                                           |                                        | 6e 5000/10 000 м                    |                                      |
| 2010 | 9e 5000 м                                     | · (8e, , 6e, )                     |                             | 4e · (13e, , 7e, )        |                                           |                                        |                                     |                                      |
| 2011 | 11e 1500 м 9e 5000 м 5e 10 000 м              | 5e (13e, 5e, 11e, 6e)              |                             |                           |                                           |                                        | 35e 5000/10 000 м                   |                                      |
| 2012 | 7e 5000 м 11e 10 000 м                        | · (8e, , 4e, )                     | 9e (14e, 4e, 23e, 6e)       | NC14 (15e, 14e, 14e, -)   |                                           |                                        | 28e 5000/10 000 м                   |                                      |
| 2013 | 5e 5000 м 4e 10000 м                          | 4e (16e, 4e, 8e, 4e)               | NC15 (20e, 11e, 18e, -)     |                           |                                           |                                        | 8e 5000/10 000 м                    |                                      |
| 2014 | 12e 5000 м 10e 10 000 м                       | NC12 (13e, 9e, 13e, -)             |                             |                           |                                           |                                        |                                     |                                      |
| 2015 |                                               |                                    |                             | NC16 (22e, 8e, 17e, -)    | 6e 5000 м · 6e 10 000 м · командная гонка |                                        | 36e 1500 м 16e 5000/10 000 м        |                                      |
| 2016 |                                               |                                    |                             | 5e (21e, 4e, 13e, 5e)     | 5e 5000 м · 10 000 м · командная гонка    |                                        | 28e 1500 м 4e 5000/10 000 м         |                                      |
| 2017 |                                               |                                    |                             |                           | 5e 5000 м 4e 10 000 м 4e командная гонка  |                                        | 27e 1500 м · 5000/10 000 м          |                                      |
| 2018 |                                               |                                    |                             | NC16 (19e, 15e, 6e, -)    |                                           | 5000 м · 10 000 м · 7e командная гонка | 43e 1500 м · 5000/10 000 м          |                                      |
| 2019 |                                               |                                    |                             | 5e · (19e, 5e, 12e, )     | 5e 5000 м 5e командная гонка              |                                        | 34e 1500 м 7e 5000/10 000 м         |                                      |
| 2020 |                                               |                                    |                             | 7e (21e, 5e, 16e, 4e)     | 5000 м · 10 000 м · 4e командная гонка    |                                        | 59e 1500 м 4e 5000/10 000 м         |                                      |
| 2021 |                                               |                                    |                             |                           | 6e 10 000 м · командная гонка             |                                        | 29e 1500 м 15e 5000/10 000 м        |                                      |
| 2022 |                                               |                                    |                             |                           |                                           | 10e 5000 м 8е 10 000 м                 |                                     |                                      |